# Alstonefield
Alstonefield är en ort och civil parish i Storbritannien.   Den ligger i grevskapet Staffordshire och riksdelen England, i den södra delen av landet, 210 km nordväst om huvudstaden London. Alstonefield ligger 277 meter över havet och antalet invånare är 274.
Terrängen runt Alstonefield är varierad. Runt Alstonefield är det ganska tätbefolkat, med 86 invånare per kvadratkilometer. Närmaste större samhälle är Buxton, 19,0 km norr om Alstonefield. Trakten runt Alstonefield består i huvudsak av gräsmarker.